# Toprakkale, Oltu
Toprakkale là một xã thuộc huyện Oltu, tỉnh Erzurum, Thổ Nhĩ Kỳ. Dân số thời điểm năm 2011 là 79 người.